# Sitio de San Agustín (1702)
El Sitio de San Agustín en 1702 relata los hechos significativos de la historia colonial de América del Norte, enmarcados en la Guerra de Sucesión Española y la Guerra de la Reina Ana ocurridos entre 1701 a 1714 en lo que ahora es La Florida, Estados Unidos. Esta guerra involucró potencias europeas y sus colonias, enfrentando principalmente a Francia y España contra una coalición formada por Inglaterra, los Países Bajos y otros aliados.
Esta conflicto fue llevado a cabo por la alianza de fuerzas inglesas de la Provincia de Carolina y apoyada por los aliados nativos, bajo el mando del gobernador de Carolina, James Moore, en contra de la fortaleza colonial española del Castillo de San Marcos en San Agustín, en la Florida Española.

## Fundación
San Agustín, fundada por Pedro Menéndez de Avilés en 1565, es la ciudad más antigua de origen europeo en los Estados Unidos continentales. Durante el siglo XVII, esta ciudad fortificada se convirtió en un importante bastión español en la Florida, defendiendo la frontera norte de los territorios españoles contra las incursiones inglesas desde las colonias del norte, especialmente desde Carolina del Sur.

## Contexto
Tras destruir las comunidades españolas costeras al norte de San Agustín, las fuerzas de Moore llegaron a San Agustín el 10 de noviembre, e inmediatamente comenzaron el asedio. El gobernador español José de Zúñiga y la Cerda había sido advertido con antelación de su llegada, y llevó a civiles y suministros de comidas a la fortaleza, y además envió mensajeros a las comunidades españolas y francesas cercanas en busca de ayuda. 
El ataque con los cañones ingleses hicieron muy poco daño a las murallas de la fortaleza, lo que obligó al gobernador Moore a solicitar cañones más grandes y potentes a la Jamaica inglesa. En tanto, la solicitud de apoyo de los españoles tuvieron éxito, ya que una flota enviada desde La Habana, Cuba, desembarcó tropas en la zona el 29 de diciembre. Moore levantó el asedio al día siguiente, y se vio obligado a quemar muchos de sus barcos antes de replegarse en desgracia a Charles Town.

## Antecedentes
Los esfuerzos de colonización ingleses y españoles en el sureste de América del Norte habían comenzado a entrar en conflicto desde mediados del siglo XVII. La fundación en 1670 de Charles Town (hoy en día Charleston, Carolina de Sur) por parte de los ingleses en la recientemente establecida (1663) Provincia de Carolina exacerbó las tensiones. Comerciantes, saqueadores y comerciantes de esclavos de la nueva provincia penetraron la Florida española, lo que llevó a incursiones y expediciones de represalia en ambos bandos. En 1700, el gobernador de Carolina, Joseph Blake, amenazó a los españoles con que las reclamaciones de Inglaterra sobre Pensacola, fundada por los españoles en 1698, serían hechas efectivas. La posterior muerte de Blake ese año interrumpiría dichos planes, y fue reemplazado en 1702 por James Moore.
Incluso antes de que las noticias sobre las declaraciones de guerra que dieron inicio a la Guerra de Sucesión Española llegaran a las colonias, Moore ya había propuesto una expedición contra la capital de la Florida Española, San Agustín. Las novedades del inicio formal de la guerra llegaron en 1702, y Moore convenció a la asamblea provincial en septiembre de ese año a que financiaran una expedición en contra de San Agustín. Moore organizó una fuerza militar de colonos e indígenas, estos últimos formados por una fusión de guerreros yamasee, tallapoosa, y alabama, liderados principalmente por un jefe yamasee llamado Arratommakaw. El tamaño exacto de estas fuerzas varía según la fuente de información; las versiones indican que contaban entre 800 y 1200 hombres; la mayoría de ellas relatan que participaron unos 500 colonos y entre 300 y 400 indígenas. Parte de esta fuerza invasora, en su mayoría indígenas, se movilizaron a pie a Port Royal bajo el mando del vicegobernador Robert Daniell, mientras que Moore embarcó al resto de sus tropas en 14 barcos. Estas fuerzas se unieron en Port Royal, y los soldados de Daniell desembarcaron en lo que hoy en día es conocido como la Isla Amelia (los españoles la llamaban Isla Santa María, y era parte de la Provincia de Guale de la Florida), mientras que Moore zarpó en dirección de la Bahía de Matanzas.
El Castillo de San Marcos en San Agustín fue construido en los últimos años del siglo XVII, en parte debido a que las anteriores incursiones inglesas habían demostrado la ineficacia de las fortificaciones de madera, y para hacer frente a la amenaza representada por la fundación de Charles Town. La fortaleza, una traza italiana tradicional, fue construida de piedra caliza coquina. El gobernador José de Zúñiga y la Cerda asumió el mando del lugar en el año 1700. Los indígenas que simpatizaban con los españoles se enteraron del reclutamiento, y Zúñiga se enteró de la expedición el 27 de octubre. Ordenó a los habitantes del pueblo que se refugiasen en el fuerte, aseguró todas las provisiones de comida en anticipación de un asedio prolongado y despachó mensajeros a Pensacola, La Habana y a los franceses en Mobile (Luisiana francesa) para solicitar ayuda. Los refugiados incrementaron la población civil hasta 1500 personas, de las que solo unas pocas eran capaces de realizar acciones militares. Zúñiga estimaba que las provisiones de comida que habían sido almacenadas serían suficientes para un sitio de tres meses de duración.
Algunos de los hombres de Zúñiga querían enfrentarse a los ingleses; el gobernador identificó, además de los 174 regulares y 14 artilleros, 44 europeos entre la población que estaban aptos para el combate, 123 indígenas (la mayoría de ellos armados con armas inútiles o de baja calidad), y 57 hombres negros (hombres libres, mulatos, y esclavos) de los cuales solo 20 tenían experiencia con armas. Zúñiga no consideraba que los indígenas y los negros eran de fiar, y estimó que tan solo 70 de hombres de toda su tropa estaban preparados para enfrentarse a una batalla. Luego de esto se preparó para un asedio. Su principal preocupación era el entrenamiento de sus artilleros, de los cuales escribió que "no tenían experiencia, les faltaba disciplina, y solo contaban con un conocimiento limitado... de los cañones que están montados".

## Avance inglés
Las fuerzas de Daniell desembarcaron en la Isla Amelia, y comenzaron a atacar el extremo norte de la isla a la medianoche del 3 de noviembre, matando a dos soldados españoles y arrasando la aldea de San Pedro de Tupiqui. Avanzaron hacia el sur, haciendo que se desplacen hacia allá una gran cantidad de refugiados y las pocas tropas españolas en la isla. Los principales asentamientos en San Felipe y San Marcos fueron arrasados al día siguiente, mientras los españoles estaban en el proceso de evacuarlos. Zúñiga descubrió este avance el 5 de noviembre, y envió a 20 hombres bajo el mando del capitán José de Horruytiner al norte, con instrucciones de plantar una defensa en San Juan del Puerto, a siete leguas de San Agustín, el cual Zúñiga vio como "la clave de la provincia de Guale". La noticia también hizo que Zúñiga movilizase a todos los hombres físicamente capaces mayores de 14 años, y ordenó que toda la comida disponible fuera llevada dentro del fuerte.

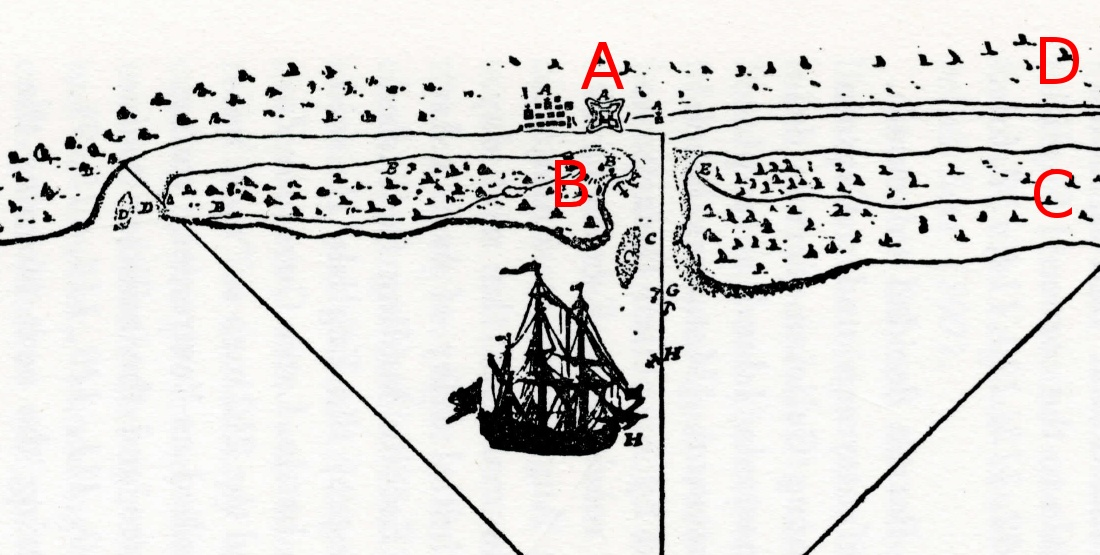
Detalle de un mapa francés de la época que describía el asedio:
- A: San Agustín y el Castillo de San Marcos
- B: Isla donde desembarcaron los ingleses y a la que llegaron los refuerzos españoles
- C: Ruta por la que se retiró James Moore
- D: Ruta por la que se retiró Robert Daniell

Horruytiner nunca llegó a avanzar más allá del río San Juan; no obstante, sí logró capturar tres soldados enemigos (dos ingleses y un indio chiluque) el 6 de noviembre, y los regresó a San Agustín dos días después. Zúñiga se enteró por estos prisioneros de que los ingleses habían traído consigo tres meses de provisiones, y solo tenían consigo cañones ligeros (cañones de 6 a 10 libras).
Mientras tanto, Moore zarpaba hacia el sur con la flota. Tres buques fueron enviados más adelante de la flota para hacer un bloqueo de la entrada a la Bahía de Matanzas, al sur de San Agustín. Estas fueron avistadas desde el fuerte el 7 de noviembre. Al día siguiente, el grupo principal de la flota comenzó a llegar al banco de arena en las afueras de la ensenada de San Agustín. Esto hizo que Zúñiga ordenase a sus dos fragatas, La Gloria y Nuestra Señora de la Piedad y el Niño Jesús, que anclaran bajo los cañones del fuerte. La Nuestra Señora de la Piedad y el Niño Jesús, que se encontraba afuera en el banco de arena, no logró cruzar, y eventualmente fue quemada. Dieciséis de sus hombres se unieron a la guarnición del fuerte, aportando sus valiosas habilidades como cañoneros.
Las fuerzas de Daniell, luego de desembarcar, hicieron un buen avance. La pequeña fuerza española en la Isla Amelia no logró detener el avance inglés en San Juan del Puerto y fue dispersada; algunos de ellos tardaron varios días en llegar a San Agustín. Daniell continuó avanzando, y entró al pueblo de San Agustín sin resistencia el 10 de noviembre. Ocho de los barcos ingleses cruzaron el banco de arena y comenzaron a desembarcar tropas ese mismo día. A medida que los ingleses comenzaron a acorralar a la fortaleza, una expedición que salió en búsqueda de comida logró hacer pasar 163 cabezas de ganado a través de las líneas inglesas hasta la fosa seca del fuerte.

## El asedio
Los cañones españoles dispararon contra los ingleses cuando estos comenzaron las preparaciones para el asedio el 10 de noviembre. Uno de los cañones españoles más viejos explotó ese día, matando a tres personas e hiriendo a cinco. Pocos días después, Zúñiga ordenó a un sortie a que destruya partes del pueblo que se encontraban dentro del alcance de los cañones del fuerte; según testimonios posteriores, esta acción causó daños valuados en más de 15 000 pesos.
Moore había llevado consigo cuatro cañones pequeños, pero estos no causaron muchos daños a las murallas de coquina de la fortaleza, y los cañones españoles contaban con un rango más largo, lo que mantuvo a sus fuerzas a distancia. Aproximadamente el 22 de noviembre, Moore envió al vicegobernador Daniell a Jamaica para que obtuviese más municiones y cañones más grandes. Los ingleses continuaron cavando trincheras, y comenzaron a disparar a la fortaleza desde una distancia dentro del alcance de sus mosquetes el 24 de noviembre. Estos disparos continuaron teniendo muy poco efecto, y Moore ordenó que al día siguiente fueran quemadas otras partes del pueblo, incluyendo el monasterio franciscano.
Como sus cañones no eran efectivos contra las murallas del fuerte, Moore intentó servirse del engaño para entrar en él. El 14 de diciembre, una pareja de yamasee lograron entrar en el fuerte pretendiendo ser refugiados, con la aparente intención de hacer detonar las reservas de pólvora del fuerte. Pero Zúñiga sospechó de su comportamiento, y según su versión de los hechos, ambos fueron torturados hasta que admitieron formar parte del complot.
Para el 19 de diciembre las trincheras inglesas se habían acercado al fuerte hasta el punto de que amenazaban los campos cercanos, de los que los españoles estaban recolectando comida. Debido a esto, Zúñiga ordenó un excursión al exterior. Hubo una escaramuza, y las bajas españolas fueron pocas: un muerto y varios heridos.

## Intentos de relevo
Los líderes españoles en la Misión de San Luis de Apalache (hoy en día Tallahassee, Florida) comenzaron a movilizarse cuando recibieron noticias del asedio. Sin muchos suministros, acudieron a los franceses en Mobile, quienes suministraron una importante cantidad de armas y pólvora; la guarnición de Pensacola también contribuyó al esfuerzo con 10 hombres. La fuerza de relevo partió desde San Luis de Apalache el 24 de diciembre, pero volvió al enterarse de que el asedio había sido levantado.

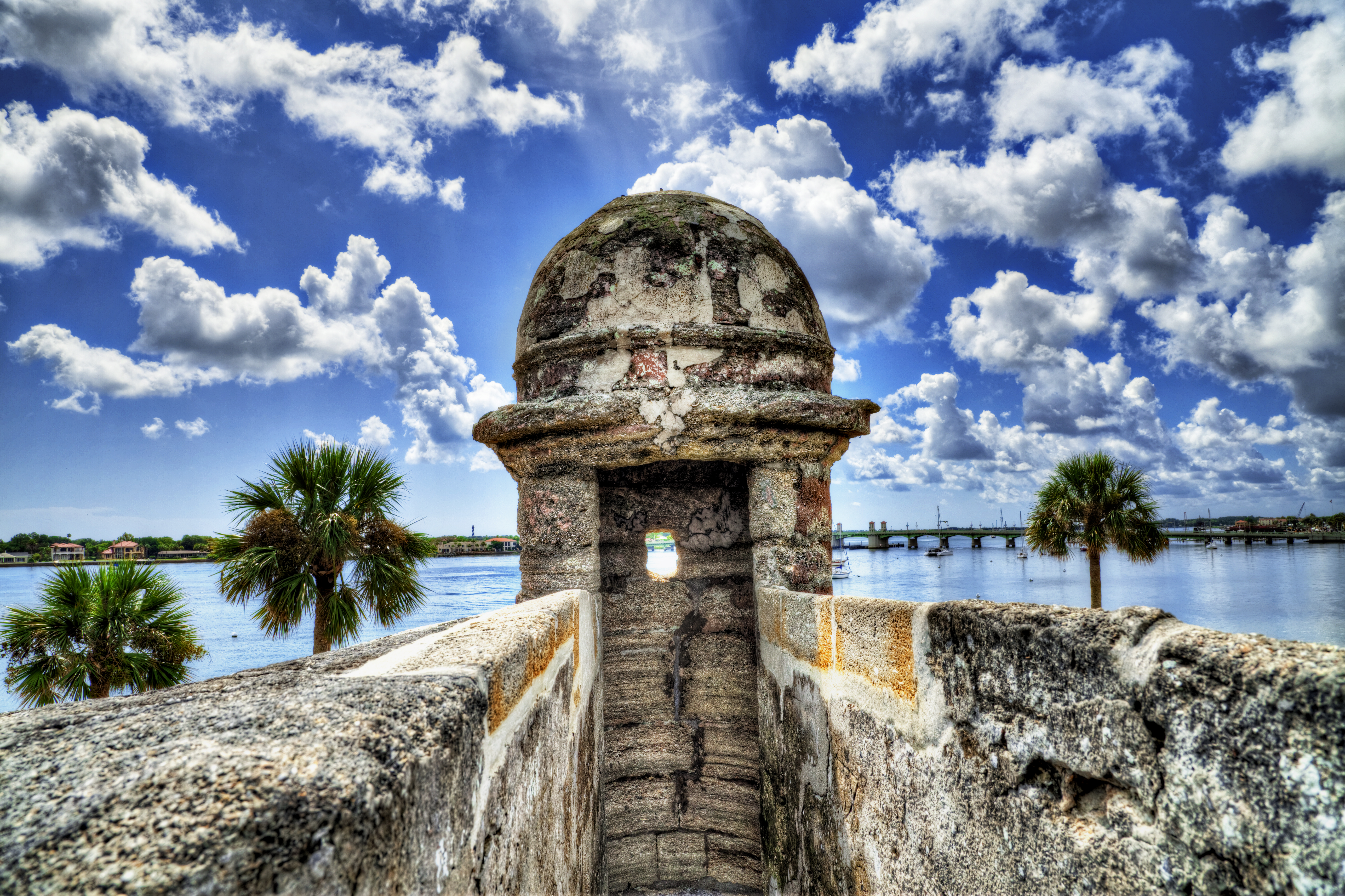
Vista de la bahía desde el castillo

También el 24 de diciembre, las velas de un par de barcos fueron avistadas llegando a San Agustín. Los registros ingleses no indican qué eran estos barcos; los registros españoles indican que eran de origen inglés, pero probablemente no venían de Jamaica, ya que la naturaleza del asedio no cambió con su llegada. La expedición a Jamaica, luego de fracasar en su cometido, regresó directamente a Charles Town.
Mensajeros españoles de Pensacola eventualmente reportaron la situación de San Agustín a La Habana. El gobernador Pedro Nicolás Benítez celebró un consejo de guerra el 2 de diciembre, en el cual se organizó una expedición de relevo. Un destacamento de 200 soldados de infantería bajo el mando del capitán López de Solloso se embarcó en una pequeña flota liderada por el general Esteban de Berroa en el Águila Negra. La flota de Berroa llegó a las afueras de la bahía de San Agustín el 28 de diciembre. Aparentemente creyendo que el asedio ya había terminado, Berroa no desembarcó tropas. Al día siguiente, el gobernador Zúñiga escabulló unos hombres afuera del fuerte e hizo contacto con la flota. Berroa luego desembarcaría a Solloso con unos 70 reclutas en la Isla Anastasia, a unos 3 kilómetros debajo del fuerte. Esta acción hizo que Moore levante el asedio y prepare su retirada. Berroa también despachó barcos más pequeños para bloquear la ensenada sur en la bahía de Matanzas, atrapando así a algunos de los barcos de Moore en la bahía.
Moore ordenó que el resto de los edificios en el pueblo, incluida la iglesia, fueran quemados. Algunos de sus hombres regresaron hacia el norte, mientras que el resto cruzó la Bahía de Matanzas hacia sus botes. Moore quemó los ocho barcos atrapados en la bahía y se replegó hacia el norte, eventualmente regresando a Charles Town en desgracia. Zúñiga envió hombres para que persiguieran a los ingleses en su retirada y estos pudieron recuperar tres de los barcos ingleses que no habían terminado de quemarse.
Los informes de bajas presentados por ambos bandos variaron; el historiador Charles Arnade indica que todos los datos existentes probablemente no son confiables. El reporte de Moore indicaba la muerte de tan solo dos de sus hombres, mientras que Zúñiga aseguró en su reporte que más de 60 soldados ingleses habían fallecido. Zúñiga indicó que solo tres o cuatro soldados del contingente español murieron y 20 resultaron heridos, bajas de las cuales ninguna fue causada por los cañones ingleses.

## Consecuencias
Moore se vio obligado a abandonar su cargo como gobernador debido a su fallido asalto, y el costo a la provincia (que incluyó compensar a los dueños por las pérdidas de sus barcos) ocasionó disturbios en Charles Town. Algunos de los críticos contemporáneos de Moore lo acusan de haber llevado a cabo el ataque con el propósito de capturar esclavos o botín; los españoles lo caracterizaron en términos religiosos, citando el "odio de los ingleses provinciales contra la Iglesia de Dios". Moore continuó estando activo en la guerra, liderando a un pequeño número de carolinos y un grupo grande indígenas en la destrucción de misiones españolas en Florida en 1704. Para 1705 los ingleses y sus aliados indígenas habían destruido 32 misiones españolas, y para 1711 se dice que solo quedaban unos 400 indígenas en Florida.

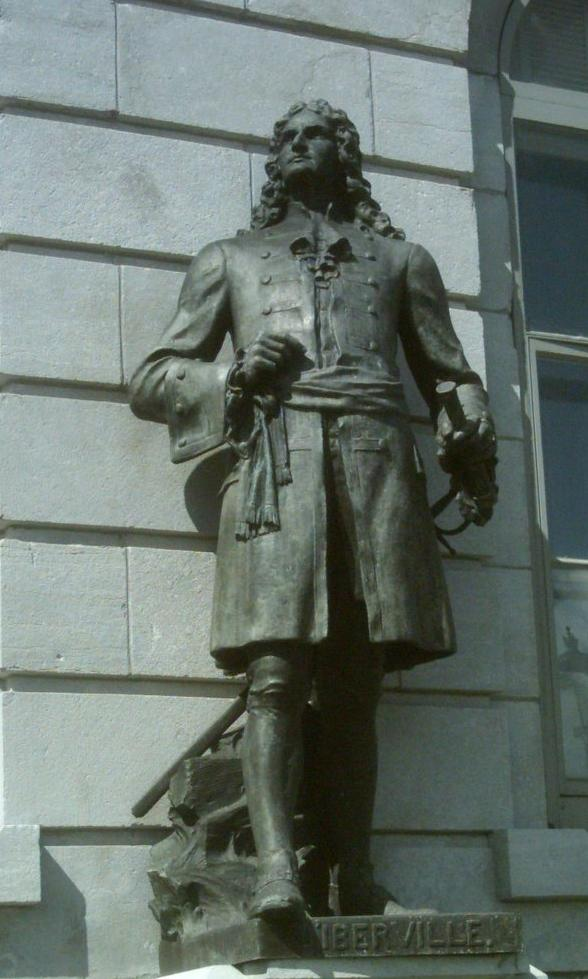
Pierre LeMoyne d'Iberville planeó una expedición en 1706 en contra de Carolina

El gobernador Zúñiga fue recompensado por su exitosa defensa con una comendación especial por parte del rey y un ascenso a una gobernación más prestigiosa y deseable en Cartagena. Hizo una serie de duras quejas contra el general Berroa: el general no logró destruir la flota inglesa; no compartió el botín tomado de los barcos quemados por los ingleses; se rehusó a dejar su flota para ayudar con la protección del pueblo; y desembarcó solo sus tropas más débiles y menos efectivas para poder evitar el combate. El general también zarpó hacia La Habana el 8 de enero, apenas una semana después de levantado el asedio.
En 1704, el gobernador Zúñiga convenció a algunos corsarios españoles a que asalten la costa de Carolina en venganza por las acciones de Moore. Fuerzas españolas y francesas, motivadas y organizadas por Pierre Le Moyne d'Iberville (quien murió poco antes de su partida), trataron de capturar Charles Town en agosto de 1706; sus intentos fueron repelidos con éxito.
El Castillo de San Marcos no sufrió más ataques por el resto de la guerra. La expedición destruyó todas las comunidades menos dos en las provincias de Guale y Timucua; La Florida española nunca se llegó a recuperar de la decimación de su población en los años siguientes. San Agustín volvería a ser asediada sin éxito en 1749 por fuerzas de la Provincia de Georgia, y el castillo fue utilizado para otros propósito y renovado en varias ocasiones entre los siglos 18 y 19. Actualmente es un Monumento Nacional en los Estados Unidos y está administrado por el Servicio Nacional de Parques y está listado en el Registro Nacional de Lugares Históricos.
El fracaso del Sitio de San Agustín tuvo varias repercusiones. Para los ingleses, fue una derrota costosa y humillante, que debilitó temporalmente su posición en la región. Para los españoles, la exitosa defensa del fuerte reforzó su control sobre Florida y demostró la efectividad de las fortificaciones de San Agustín.

### Más información
- Boyd, Mark (1962). «The Siege of Saint Augustine by Governor Moore of South Carolina in 1702 as Reported to the King of Spain by Don Joseph de Zuniga y Zerda, Governor of Florida». The Florida Historical Quarterly (en inglés) (Florida Historical Society) (Volume 26, Number 4, April 1948): pp. 345-352. JSTOR 30138652. Traducción al inglés de la versión del gobernador Zúñiga del asedio

- Datos: Q12717504
- Multimedia: Siege of St. Augustine (1702) / Q12717504